# 約克西湖
58°00′00″N 26°44′35″E / 58.00000°N 26.74306°E

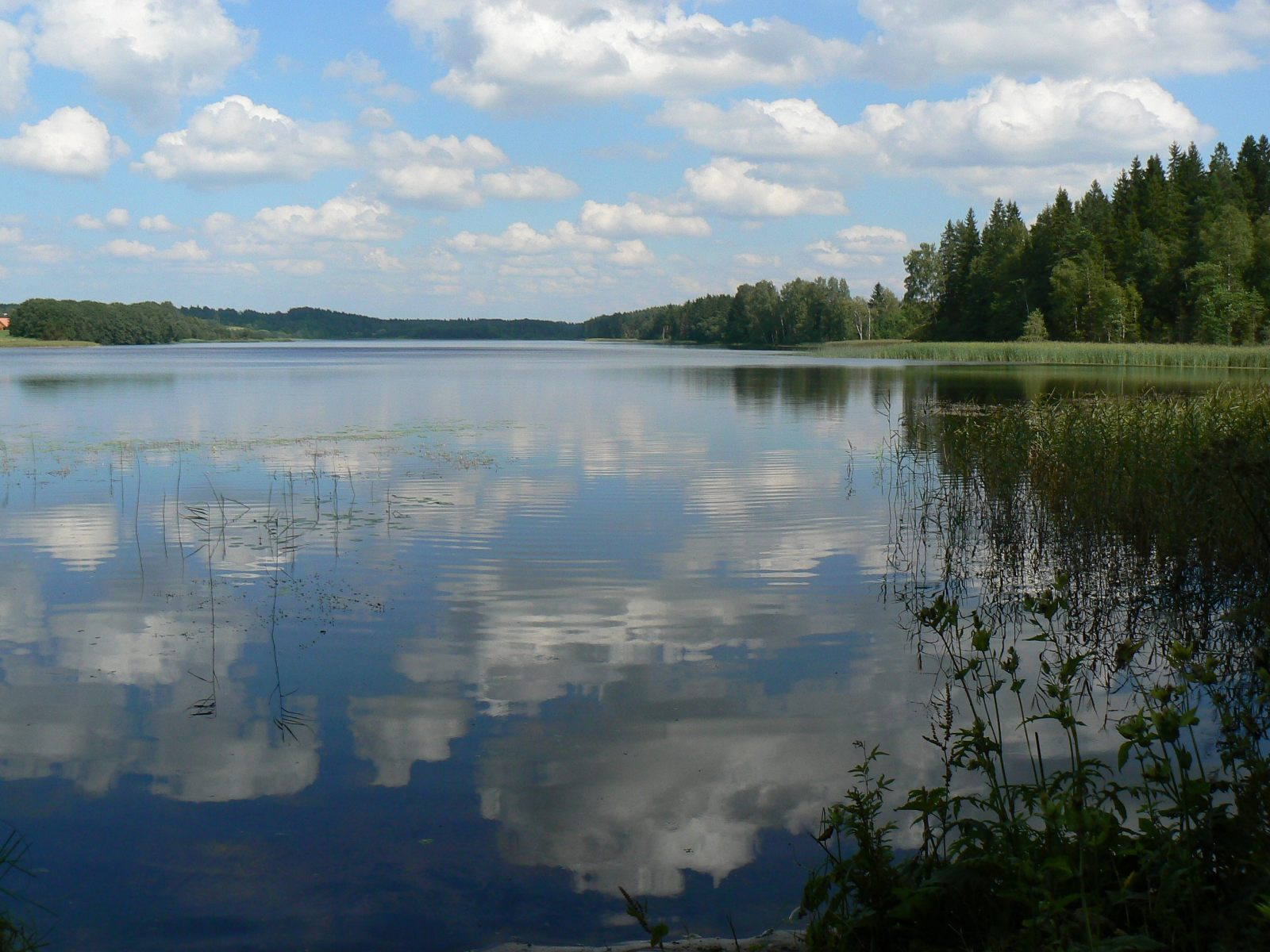

約克西湖，是愛沙尼亞的湖泊，位於該國東南部，由珀爾瓦縣負責管轄，面積0.65平方公里，海拔高度116米，該湖泊平均水深7.3米，最大水深25.4米。